# Diocèse de Saône-et-Loire
Cet article court présente un sujet plus développé dans : Diocèse d'Autun, Chalon et Mâcon.
Le diocèse de Saône-et-Loire est un ancien diocèse de l'Église constitutionnelle en France. 
Créé par la constitution civile du clergé de 1790, comme tous les autres diocèses ainsi institués, il ne fut pas reconnu par le Saint-Siège. 
Il couvrait le département de Saône-et-Loire. Le siège épiscopal était implanté à Autun.
Ses évêques furent, dans l'ordre chronologique :
- 1790 - 13 avril 1791 : Charles-Maurice de Talleyrand-Périgord, qui démissionna ;
- 1791 - 1794 : Jean-Louis Gouttes[1], évêque constitutionnel, arrêté le 18 nivôse an II, incarcéré à la Conciergerie, condamné à mort par le tribunal révolutionnaire le 6 germinal an II et guillotiné ;
- 14 juin 1801 - août 1801 : Thomas-Juste Poullard, évêque constitutionnel, démissionnaire.

Le diocèse de Saône-et-Loire fut supprimé à la suite du concordat de 1801. 